# Ziridava asterota
Ziridava asterota är en fjärilsart som beskrevs av Louis Beethoven Prout 1958. Ziridava asterota ingår i släktet Ziridava och familjen mätare. Inga underarter finns listade i Catalogue of Life.